# Gotha Go 242
|}

Gotha Go 242 là một loại tàu lượn vận tải của Đức, trang bị cho Luftwaffe trong Chiến tranh thế giới II.

## Biến thể
- Go 242 A-1
- Go 242 A-2
- Go 242 B-1
- Go 242 B-2
- Go 242 B-3
- Go 242 B-4
- Go 242 B-5
- Go 242 C-1

## Tính năng kỹ chiến thuật (Go 242B-3)
Đặc điểm tổng quát
- Kíp lái: 1-2
- Sức chứa: 23 lính
- Chiều dài: 15,81 m (51 ft 10 in)
- Sải cánh: 24,50 m (80 ft 5 in)
- Chiều cao: 4,40 m (14 ft 5 in)
- Diện tích cánh: 64,4 m² (693 ft²)
- Trọng lượng rỗng: 3.200 kg (7.055 lb)
- Trọng lượng cất cánh tối đa: 7.100 kg (15.653 lb)

 Hiệu suất bay 
- Vận tốc cực đại: 300 km/h (186 mph, 162 kn)

Trang bị vũ khí

4 × súng máy MG 15 7,92 mm (.312 in)